# Hans Fräbel

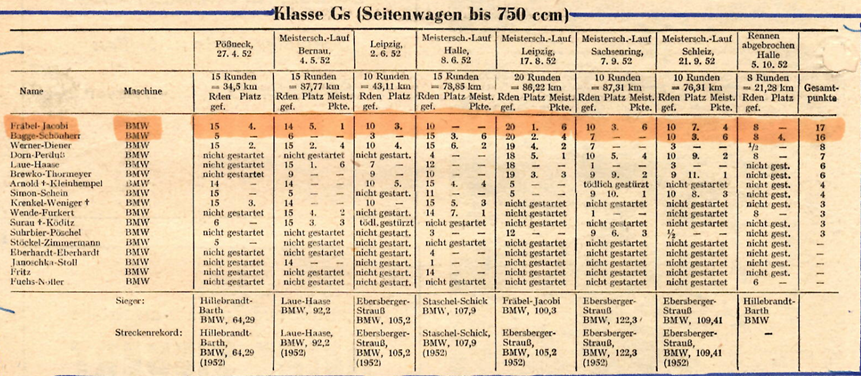
1952 Statistik der Rennen für die Motorradklasse Gs (Seitenwagen bis 750 cm³)

Hans Fräbel (* 26. Dezember 1924 in Weilar; † 15. März 1997 in Reinheim) war ein deutscher Motorradrennfahrer.

## Leben
Hans Fräbel war von 1950 bis 1953 im Motorsport aktiv. Er begann seine Laufbahn mit einer 750-cm³-BMW-Seitenwagenmaschine auf der Halle-Saale-Schleife. Auf Anhieb glückte ihm ein Sieg. Einen weiteren ersten Platz erreichte er 1950 auf der Rennstrecke Dessau. Auf dem Schleizer Dreieck wurde er Zweiter, beim Leipziger Stadtparkrennen Dritter. 1951 wiederholte Fräbel den Vorjahreserfolg auf der Halle-Saale-Schleife. Auch auf Sand- und Grasbahnen startete er in diesem Jahr erfolgreich, u. a. gewann er auf dem Teterower Bergring. Mit erworbener Rennlizenz gewann er gleich das erste Rennen in der höchsten Leistungsklasse anlässlich des Weltjugendtreffens auf der Trabrennbahn Karlshorst. 1952 wurde Fräbel DDR-Bester in mehreren Klassen und erreichte gute Platzierungen auf den Meisterschaftsstrecken der Deutschen Demokratischen Republik. Darüber hinaus wurde er bester DDR-Seitenwagenfahrer beim Sandbahnrennen in Panitzsch bei Leipzig. In der Saison 1952 wurde er mit Beifahrer Jacobi zudem DDR-Meister in der Klasse der Gespanne bis 750 cm³ Hubraum.

## Erfolge
- 1952 – DDR-Meister 750-cm³-Seitenwagengespann[2]